# Aéroport international de Piedras Negras
L'aéroport international de Piedras Negras (espagnol : Aeropuerto Internacional de Piedras Negras, code IATA : PDS • code OACI : MMPG • code DGAC M. : PNG) est un aéroport international situé à Piedras Negras, dans l'État du Coahuila, au nord du Mexique, près de la frontière américano-mexicaine. Il gère le trafic aérien national pour la zone métropolitaine binationale Piedras Negras – Eagle Pass, au Texas. 

## Information
Il a traité 21 787 passagers en 2017 et 26 729 passagers en 2018. 
L'aéroport a un terminal avec un hall, plus un salon VIP Diamante d'Aeromar ouvert à tous les passagers de la compagnie aérienne. 

## Compagnies aériennes et destinations

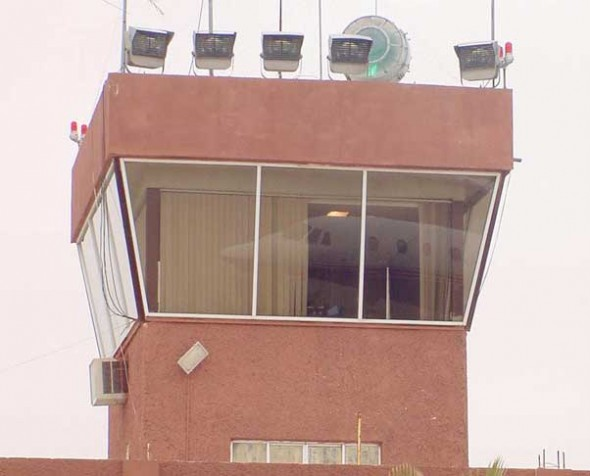
Tour de contrôle de l'aéroport.

| Compagnies | Destinations     |
| ---------- | ---------------- |
| Aeromar    | Mexico-B. Juárez |

## Voir également
- Liste des aéroports les plus fréquentés au Mexique